# Era (rijeka)
Era je rijeka u Toskani, u Italiji. Izvire blizu Volterre i ulijeva se u rijeku Arno kod Pontedere.
Era je duga 54 km, a glavne pritoke su: (lijevo) rijeka Cascina, Ragone, Sterza, te (desno) Capriggine i Roglio.
Godine 1966. rijeka je poplavila grad Pontederu.

## Vanjske poveznice
|  | Zajednički poslužitelj ima još gradiva o temi Era (rijeka) |